# Плосово
Плосово (словен. Plosovo) — поселення в общині Велике Лаще, Осреднєсловенський регіон, Словенія. 
Висота над рівнем моря: 568,7 м.